# 김해신안초등학교
김해신안초등학교(金海新案初等學校, Gimhae Sinan Elementary School)는 대한민국 경상남도 김해시 팔판로에 위치한 초등학교이다.

## 연혁
- 2004년 1월 8일 : 구산초등학교 설립 인가
- 2004년 9월 1일 : 초대 이정기 교장 부임
- 2004년 10월 15일 : 개교기념 선포
- 2005년 3월 1일 : 학급수 증설(18학급)
- 2007년 12월 20일 : 경상남도교육청 학교평가 최우수학교
- 2008년 3월 1일 : 경상남도교육청지정 U-러닝 선도학교 지정 운영(2년)
- 2010년 3월 1일 : 제3대 김백림 교장 부임
- 2012년 2월 18일 : 제7회 졸업식

## 학교 현황
- 교직원수 = 교사: 48명, 직원: 34명2020년 기준)
- 학급 수
  - 1학년 : 3학급
  - 2학년 : 3학급
  - 3학년 : 4학급
  - 4학년 : 4학급
  - 5학년 : 7학급
  - 6학년 : 5학급